# Smoky Cape Lighthouse
Smoky Cape Lighthouse ist ein zum australischen Kulturerbe gehörender aktiver Leuchtturm, der sich auf Smoky Cape befindet, einer Landzunge in Arakoon östlich der Stadt South West Rocks in New South Wales. Der Leuchtturm liegt innerhalb des Hat-Head-Nationalparks und dient zur Orientierung am Eingang des Macleay River, der sich direkt nördlich des Leuchtturms befindet.
Es ist einer der letzten großen Leuchtturmkomplexe, die von dem bei der Regierung von New South Wales angestellten Architekten James Barnet entworfen wurden, und war einer der letzten Leuchttürme Australiens, bei dessen Konzeption auf architektonische Qualität geachtet wurde.
Auf einer Granithalbinsel 111 m über dem Meer stehend, ist das Licht das höchste in New South Wales.
Der Leuchtturm wurde am 2. April 1999 als Denkmal in das New South Wales State Heritage Register aufgenommen.

## Geschichte
Das Gebiet von South West Rocks fiel schon den frühen Entdeckern wegen seiner markanten Küstengeographie auf. Am 13. Mai 1770 beobachtete James Cook bei seiner Reise Rauch auf der Landzunge, was ihn dazu veranlasste, das Kap „Smoky Cape“ zu nennen. Die ersten Europäer gingen hier 1816 an Land, als die von Sträflingen gekaperte Brigg „Trial“ in der Trial Bay auf Grund gesetzt wurde. Anschließend besuchte der Entdecker John Oxley das Gebiet 1817. Trial Bay wurde schon früh als wertvoller Hafen für Schiffe und als Schutz gegen die südlichen Stürme angesehen, da die Bucht nach Norden ausgerichtet ist und auf halbem Weg zwischen Sydney und Brisbane liegt. Schiffe waren seinerzeit das wichtigste Transportmittel für die Städte an der Ostküste.
Mehr als zwanzig Schiffe havarierten im Umfeld der Landzunge, einige von ihnen mit Todesopfern. Drei Männer starben, als die Ketsch „Woolloomooloo“ 1864 in der Trial Bay auf Grund lief und neun bei der Havarie der Brigg „Annie Ogle“ 1875. Eine Reihe von Schiffen wurden in der Bucht selbst zerstört, wobei weitere Schiffe um die Landzunge und im Strandbereich weiter südlich verloren gingen. Eine erste Maßnahme zur Errichtung eines Leuchtfeuers am Smoky Cape wurde von Alexander Kethel ergriffen, Mitglied des Wahlbezirks von Westsidney in der New South Wales Legislative Assembly, der 1886 eine Resolution verabschiedete, in der es hieß, dass es zum Wohle der Schifffahrt notwendig sei, einen Leuchtturm am Smoky Cape zu errichten.
Für den Bau wurden 18.000 Pfund bereitgestellt. Der Kolonialarchitekt James Barnet, der eine wichtige Rolle bei Planung und Bau verschiedener Leuchttürme in New South Wales spielte, wählte den Standort aus und erstellte die Planungsunterlagen. Während der Entwurfsphase kam es zu großen organisatorischen Veränderungen. James Barnet wurde 1890 entlassen und das Projekt wurde dann an C. W. Darley, den „Chefingenieur für Häfen und Flüsse“, übergeben. Barnets ursprünglicher Entwurf des Turms wurde jedoch beibehalten.
Die Ausschreibung für die Arbeiten begann im Januar 1889, wobei das Angebot der Firma Oakes and Company erfolgreich war. Der Vertrag sah den Bau des Turms mit Nebengebäude, Leuchtturmwärterwohnung, angebautem Hilfswärterhäuschen, Kutschenhaus und Ställen vor. Alle sollten auf einem 81 Hektar großen Areal in bis zu 111 Metern Höhe errichtet werden. Schon Ende 1889 war der Bau weit fortgeschritten und es wurde eine Mitteilung an die Seeleute verschickt, in der sie über den Bau des Leuchtturms unter späterer Bekanntgabe genauerer Einzelheiten informiert wurden. Der Bauunternehmer Oakes starb während der Bauarbeiten, diese wurden aber von seinen Erben innerhalb des budgetierten Rahmens abgeschlossen.
Der Leuchtturm ging am 15. April 1891 in Betrieb. Die offizielle Einweihungszeremonie, an der Darley und Mitglieder des Marine Board teilnahmen, fand am 29. April 1891 statt. 1912 wurde die ursprüngliche Lichtquelle ersetzt. 1962 wurden eine elektrische Lampe und ein neuartiges Drucklager-Ständersystem eingebaut.
Als Ergebnis des Commonwealth Lighthouses Act von 1911 wurde die Verwaltung des Leuchtturms 1915 aufgrund seiner Bedeutung als Leuchtfeuer für die Küstenschifffahrt an die Bundesverwaltung übertragen. Seit 1939 ist der Leuchtturm ein Standort des Australian Bureau of Meteorology für die Erfassung von Wetterdaten. Während des Zweiten Weltkriegs wurde der Leuchtturmbezirk für militärische Zwecke genutzt. Es gab dort seinerzeit eine Suchscheinwerferbatterie, ein leichtes Geschütz und vielleicht auch einen Funkraum. Die Betonreste der Militäranlage sind noch sichtbar.
1962 wurde das Licht elektrifiziert und um 1988 automatisiert, das optische System ist immer noch die ursprüngliche Fresnellinse erster Ordnung.
Am 14. Mai 1998 war Smoky Cape der erste Leuchtturm des NSW Parks and Wildlife Service, dessen Gelände zur Besichtigung geöffnet wurde, der Leuchtturm selbst ist allerdings nicht zugänglich.

## Bauweise

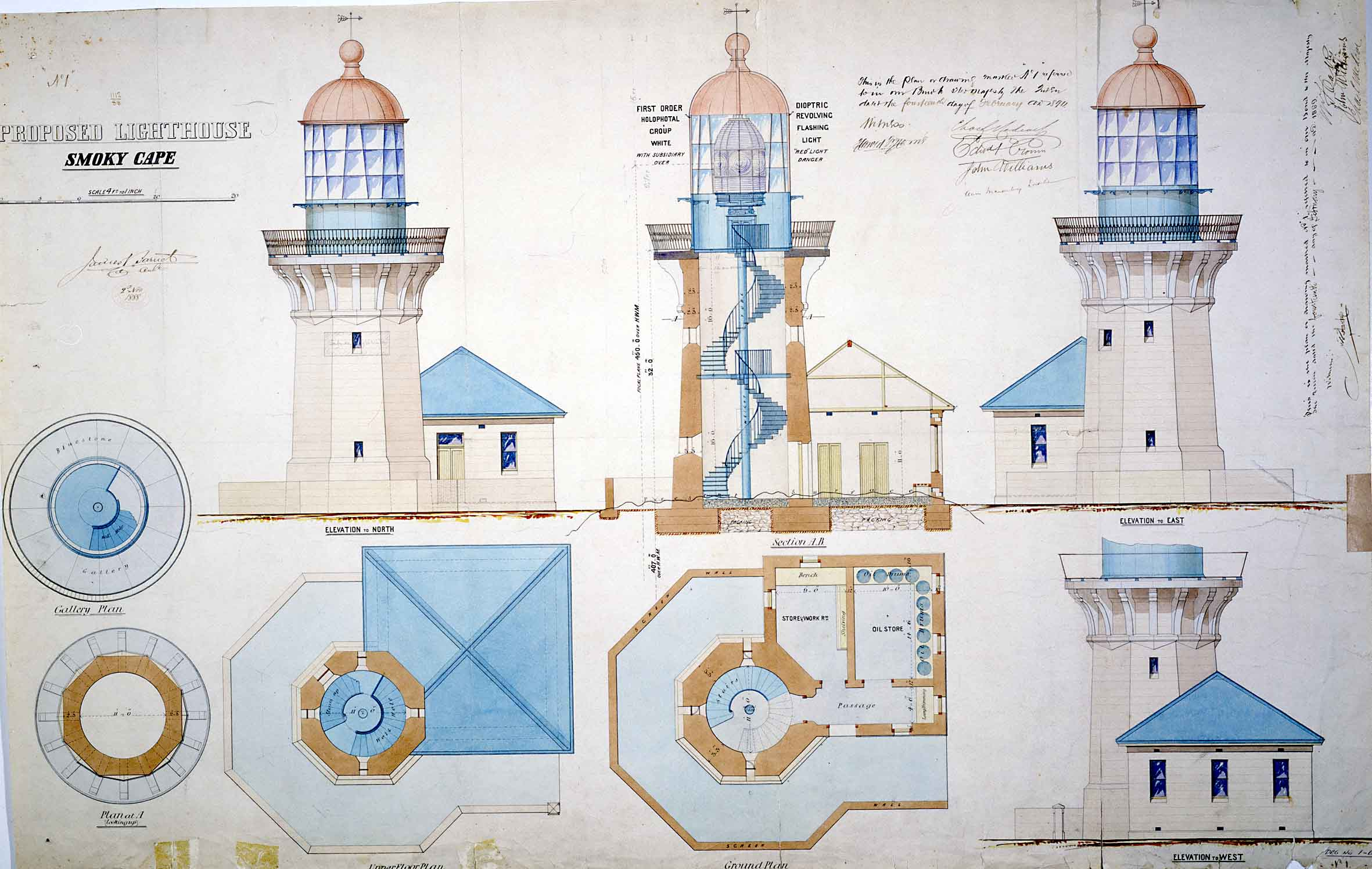
Konstruktionszeichnung des Leuchtturms (1888)

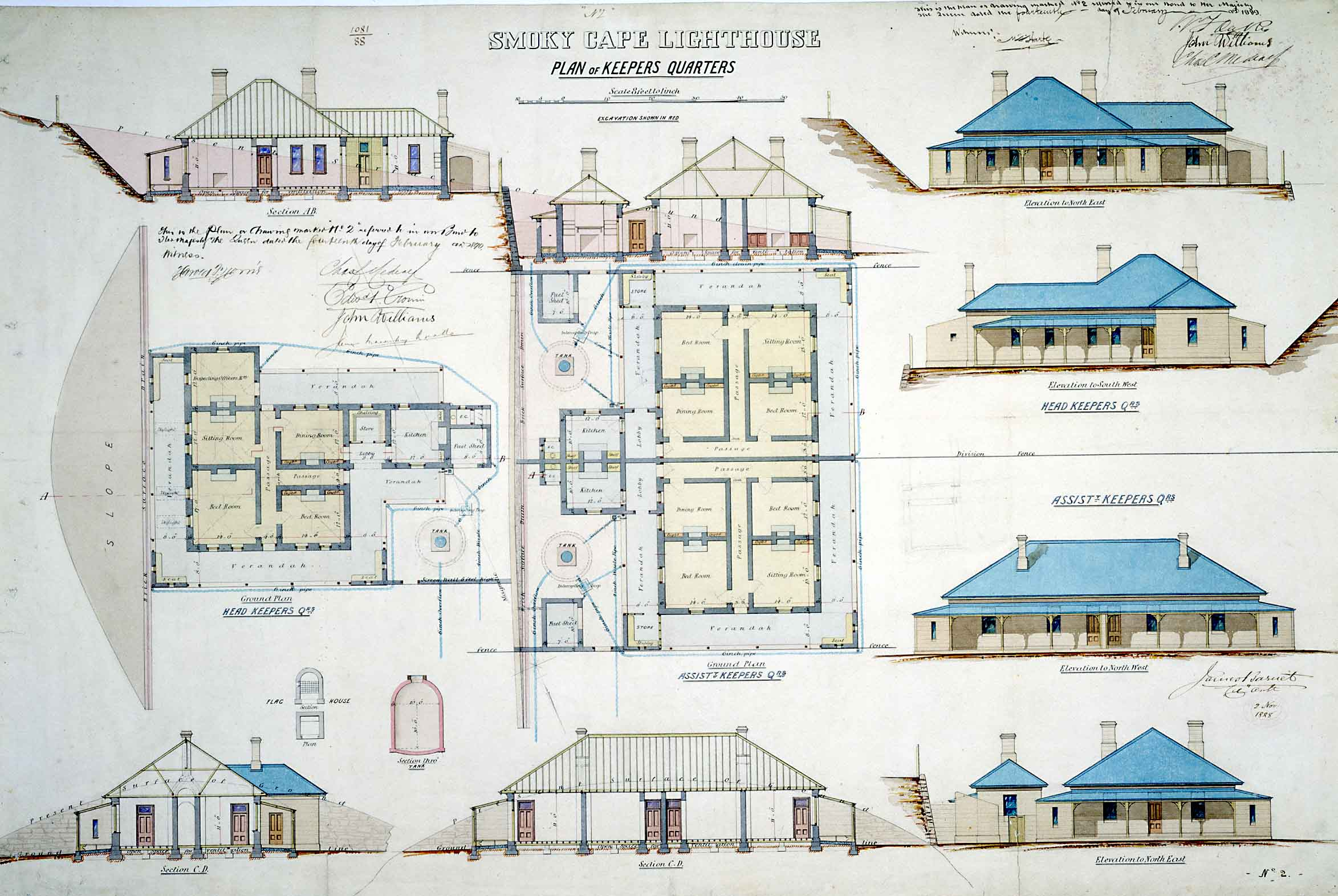
Konstruktionszeichnung der Wärtergebäude (1888)

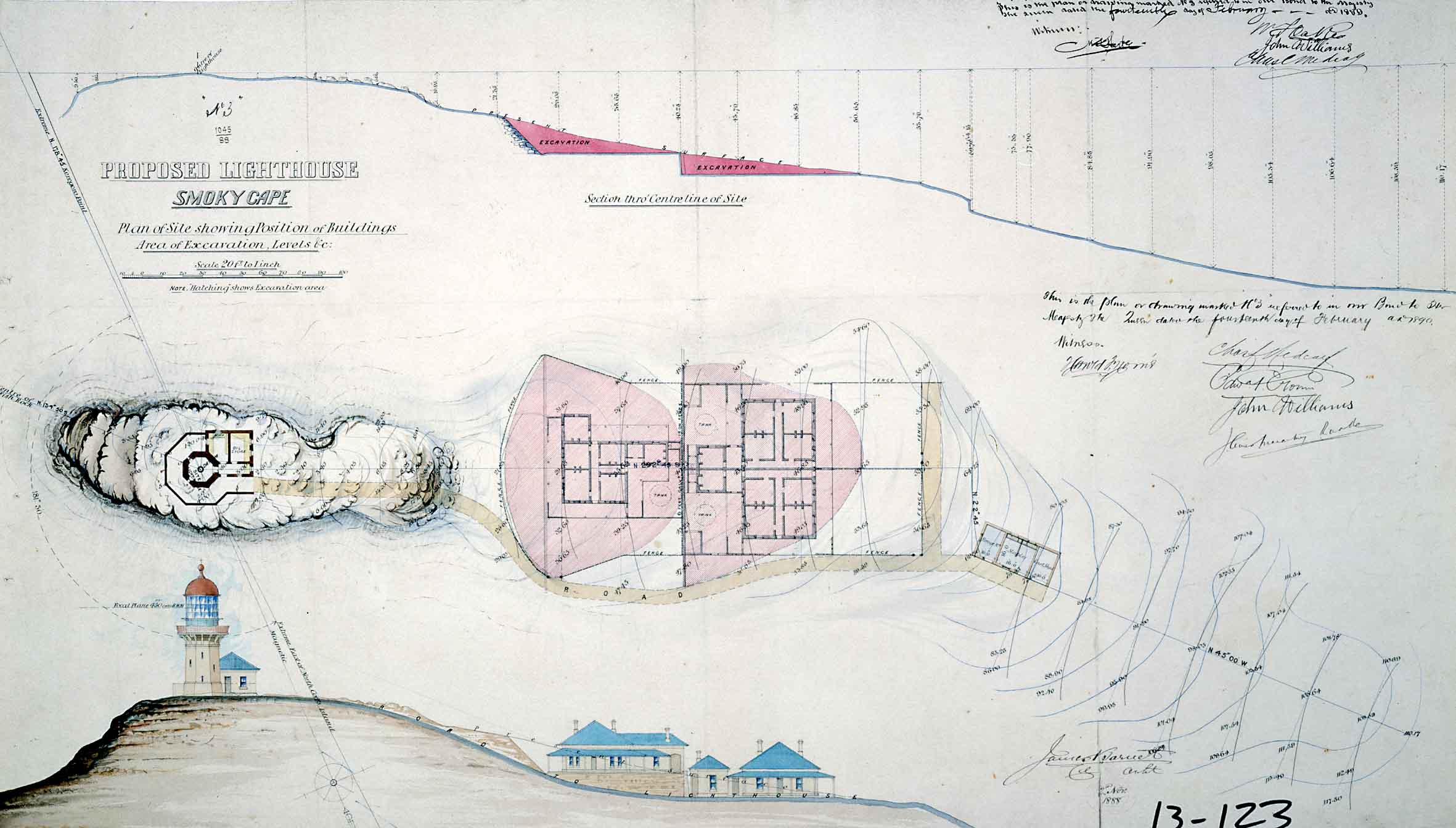
Umgebungsplan (1888)

Die Bauweise des Turms ist ungewöhnlich wegen seines achteckigen Grundrisses und wurde so konzipiert, weil es einfacher war, den Turm in die achteckige Schalung zu gießen als in eine runde. Er verfügt über einen einstöckigen Pavilloneingang, eine gusseiserne Treppe und ein markantes Geländer aus Rotguss. Er ist einer von nur drei Leuchttürmen aus Ortbeton in New South Wales (die anderen sind South Solitary Island Lighthouse und Green Cape Lighthouse). Die Tatsache, dass das Leuchtfeuer seine ursprüngliche von Chance Brothers gefertigte Drehvorrichtung und Linse sowie das originale Laternenhaus hat, macht es zu einem wichtigen Beispiel für die industrielle Technik des späten 19. Jahrhunderts.

## Beschreibung

### Umgebung
Smoky Cape liegt im Südosten von South West Rocks, einem Badeort an der Mündung des Macleay River, 35 Kilometer nordöstlich von Kempsey und auf halbem Weg zwischen Coffs Harbour und Port Macquarie. South West Rocks hat eine Vielzahl von Stränden, die in verschiedene Richtungen weisen. Östlich der Gemeinde befindet sich der Laggers Point, der sich nordwestlich erstreckt und unterhalb dessen ein nach Westen ausgerichteter Strand liegt. Das Gefängnis Trial Bay Gaol auf dem Laggers Point ist eine bekannte Touristenattraktion aus der Kolonialzeit. Südöstlich davon befinden sich im Arakoon-Nationalpark eine Reihe kleiner geschützter Strände wie Horseshoe Bay und Little Bay. Gap Beach und North Smoky sind lange Strände im Bereich des Hat-Head-Nationalparks nördlich des Leuchtturms.
Der Leuchtturm befindet sich auf der Spitze eines Kliffs, das zum Meer steil abfällt. Die Nebengebäude liegen zum Schutz vor der Witterung unter und hinter dem Leuchtturm. Das Leuchtturmwärterhaus und die zwei Häuschen der Assistenten des Leuchtturmwärters wurden auf ebenen Plattformen errichtet, die durch hohe Beton-Stützmauern stabilisiert wurden. Die Ställe befinden sich weit unterhalb der Hütten in der Nähe des Eingangs zum Gelände. Vom Parkplatz führt ein steiler asphaltierter Weg zum Leuchtturm, der auch als Zufahrt für die Leuchtturmwärterhäuser dient, die heute an Feriengäste vermietet werden.

#### Gebäude und Strukturen
Das Ensemble um den Leuchtturm umfasst:
- Leuchtturm und angebauten Maschinenraum
- Signalhaus
- Haus des Leuchtturmwärters
- Zwei angegliederte Häuschen für die Assistenten des Leuchtturmwärters
- Ehemalige Stallgebäude
- Garage
- Kleines freistehendes Büro/Wetterstation
- Kleiner Flaggenraum und mehrere ehemalige Brennstofflager.

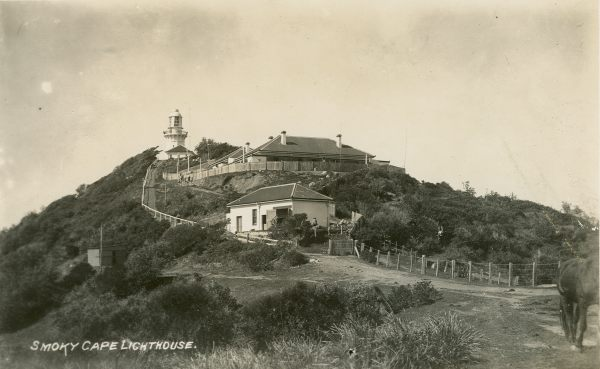
Historische Ansicht des Leuchtturms

#### Leuchtturm
Der Leuchtturm ist achteckig mit einem großen, eingeschossigen Eingangspavillon. Der Turm ist 17,4 Meter hoch und besteht aus einer Laterne und einer Linse von Chance Bros. Eine gusseiserne Treppe führt auf die Galerieebene.
Die Böden der Lagerräume sind aus Beton geschüttet. Der Turm ist innen in zwei Stockwerke mit Fußböden und Treppenhäusern aus Eisen unterteilt. Die Wände sind an der Basis 920 mm dick, verjüngen sich oben auf 620 mm, bestehen aus Ortbeton mit lokal abgebauten Granit als Zuschlagstoff und wurden außen und innen mit einem Zementputz versehen. Der Galerieboden der Laterne besteht aus Granitblöcken, die auf geformtem Granit-Konsolen ruhen. Die Galerie ist von einem kunstvollen Metallgeländer aus Rotguss mit dem Zeichen von Königin Victoria umgeben.
Die Turmwände weisen eine Reihe von Öffnungen auf, darunter eine Lichtöffnung unterhalb des Balkons, die ein zusätzliches rotes Sektorenfeuer zur Abdeckung von Fish Rock enthielt. Der Turm wird durch einen geschlossenen Durchgang betreten, der auch die beiden Lagerräume erschließt und ebenfalls aus Beton besteht. Um den Turm herum ist eine Sichtschutzwand aus Ortbeton aufgebaut.
Die Räume im Erdgeschoss wurden ursprünglich als Lager- und Arbeitsraum genutzt. Im Jahr 1912 wurde die ursprüngliche Befeuerung durch einen Kerosinbrenner mit Glühstrumpf ersetzt. 1962 wiederum wurde das Licht auf einen elektrischen Netzbetrieb mit erhöhter Leistung umgestellt. Die Struktur hat auch eine Reihe anderer Änderungen erfahren, so wurde die Überdachung des Pavillons 1990 durch eine Zink-Aluminium-Legierung ersetzt.
Der Leuchtturm wird von der AMSA unterhalten und wurde kürzlich neu gestrichen. Die ursprüngliche Optik blieb erhalten, aber die Lichtquelle wurde erneuert. Da das Licht auch und vorwiegend nachts arbeitet, wurden die besiedelten Gebiete im Südwesten abgeschirmt.

#### Leuchtturmwärterhäuser
Das 1888 entworfene Haus für den Leuchtturmwärter wurde ebenfalls aus Beton mit Putzoberfläche hergestellt. Das Gebäude wurde mit zwei Schlafzimmern, einem Wohnzimmer, einem Büroraum, Esszimmer, Küche und Lagerraum errichtet. Der größte Teil des Gebäudes ist von Veranden umgeben, die jeweils einen um die Ecken gehenden Windschutz aufweisen.
Die Unterkünfte der Hilfsleuchtturmwärter sind zwei Doppelhäuser, die ursprünglich jeweils vier Räume sowie Küche und Lagerräume enthielten. Die Gebäude wurden in der gleichen Bauweise wie Turm und Wärterhaus errichtet, also aus außen und innen verputztem Ortbeton. Die Dächer waren ursprünglich mit verzinktem Eisenblech verkleidet.
Das nördliche Haus hat den charakteristischen Windschutz an der nordwestlichen Ecke, flankiert von zwei offenen Veranden an der Nord- und Westfassade. Eine Veranda an der Ostfassade des Gebäudes wurde in den 1970er Jahren eingefriedet, jedoch umschließen die Küchen- und Lagerflächen weiterhin den Hofbereich im Osten des Gebäudes. Eine Betonstützmauer bildet die östliche Grenze des Innenhofes. Alle Decken wurden in den 1920er bis 1940er Jahren entweder mit verputzten Holzbrettern oder später mit Faserputz versehen.
Das nördliche Haus verfügt heute über drei Schlafzimmer. Eine Türöffnung wurde in der Trennwand zwischen den beiden Häusern angebracht, um die Nutzung des zusätzlichen Schlafzimmers zu erleichtern. Das südliche Haus verfügt über zwei Schlafzimmer sowie Küche, Bad und Außentoiletten.
In den 1970er Jahren wurden ein Parkplatz und eine asphaltierte Zufahrtsstraße errichtet.

#### Andere Strukturen und Elemente
Drei zementverputzte Wasserbehälter blieben im Untergrund erhalten, die zugehörigen Pumpen wurden jedoch entfernt. Im Innenhof des nördlichen Hilfswärterhauses wurde ein moderner Wassertank aus Stahl errichtet. Der Sockel des Flaggenmastes vor dem Leuchtturm blieb stehen, der Mast selbst wurde jedoch demontiert. Die Flaggensignale waren ein wichtiger Bestandteil des Leuchtturmbetriebs und sind teilweise in der AMSA-Broschüre über den Leuchtturm dokumentiert.

## Betrieb und Tourismus
Der Leuchtturm wird von der Australian Maritime Safety Authority betrieben und ist vom National Trust of Australia (NSW) als Denkmal klassifiziert. Die nächstgelegenen Leuchttürme sind South Solitary Island Lighthouse nördlich von Coffs Harbour im Norden, und Tacking Point Lighthouse bei Port Macquarie im Süden.
Der Leuchtturmkomplex befindet sich im Hat-Head-Nationalpark. Das Haus des Hauptwärters wird nun vom NSW National Parks and Wildlife Service als Bed-and-Breakfast-Unterkunft, die beiden Häuser der Hilfsleuchtturmwärter als Ferienhäuser vermietet. Das Kap ist auch ein beliebter Ort für die Walbeobachtung.